# Natação nos Jogos Europeus de 2015 - Revezamento 4x100 m medley feminino
A competição do revezamento 4x100 metros medley feminino foi um dos eventos da natação nos Jogos Europeus de 2015, em Baku, no Azerbaijão. Foi disputada no Centro Aquático de Baku no dia 25 de junho.

## Calendário
Horário de verão do Azerbaijão (UTC+5).
| Data        | Horário | Fase         |
| ----------- | ------- | ------------ |
| 25 de junho | 10:56   | Eliminatória |
| 25 de junho | 20:05   | Final        |

## Medalhistas
|  | RUS Rússia |  | NED Países Baixos                                                                                |  | GBR Grã-Bretanha                                                                              |
|  | Maria Kameneva Maria Astashkina Polina Egorova Arina Openysheva Daria Chikunova* Alexandra Chesnokova* Vasilissa Buinaia* |  | Iris Tjonk Tes Schouten Josein Wijkhuis Marrit Steenbergen Marieke Tienstra* Frederique Janssen* |  | Rebecca Sherwin Layla Black Amelia Clynes Georgia Coates Emma Cain* Abbie Wood* Darcy Deakin* |

*Atletas que competiram apenas nas eliminatórias e receberam medalhas

## Recordes
Antes desta competição, os recordes mundiais e dos jogos europeus dessa prova eram os seguintes:
| Tipo                       | Atleta           | Tempo   | Local   | Data                |
| -------------------------- | ---------------- | ------- | ------- | ------------------- |
|                            | Estados Unidos   | 4m52s05 | Londres | 4 de agosto de 2012 |
| Recorde dos Jogos Europeus | Não estabelecido | –       |         |                     |

Os seguintes recordes mundiais ou dos jogos europeus foram estabelecidos durante esta competição:
| Data        | Evento | Nacionalidade | Tempo   | Notas                      |
| ----------- | ------ | ------------- | ------- | -------------------------- |
| 25 de junho | Final  | Rússia        | 4:03.22 | Recorde dos Jogos Europeus |

## Resultados

### Eliminatórias
A eliminatória foi realizada no dia 25 de junho. 
| Pos. | Bateria | Raia | Nacionalidade     | Nadadoras | Tempo   | Notas |
| ---- | ------- | ---- | ----------------- | --- | ------- | ----- |
| 1    | 2       | 5    | RUS Rússia        | Polina Egorova (1:02.01) Daria Chikunova (1:09.44) Alexandra Chesnokova (1:01.22) Vasilissa Buinaia (57.29)       | 4:09.96 | Q,    |
| 2    | 1       | 5    | GBR Grã-Bretanha  | Rebecca Sherwin (1:04.00) Emma Cain (1:10.63) Abbie Wood (1:01.06) Darcy Deakin (57.74)                           | 4:13.43 | Q     |
| 3    | 2       | 7    | GER Alemanha      | Maxine Wolters (1:04.03) Laura Kelsch (1:10.94) Jana Zinnecker (1:01.87) Hana van Loock (57.09)                   | 4:13.93 | Q     |
| 4    | 2       | 6    | NED Países Baixos | Marieke Tienstra (1:05.11) Tes Schouten (1:10.98) Josien Wijkhuijs (1:03.06) Frederique Janssen (57.48)           | 4:16.63 | Q     |
| 5    | 1       | 2    | TUR Turquia       | Sezin Eligül (1:06.76) Gülşen Beste Samancı (1:09.18) Yüksel Deniz Özkan (1:03.04) Zeynep Odabaşı (58.23)         | 4:17.21 | Q     |
| 6    | 2       | 0    | ITA Itália        | Martina Menotti (1:05.07) Giulia Verona (1:10.57) Tania Quaglieri (1:02.89) Camilla Tinelli (58.92)               | 4:17.45 | Q     |
| 7    | 2       | 1    | SLO Eslovênia     | Ava Schollmayer (1:05.01) Tara Vovk (1:12.01) Diana Naglič (1:03.55) Neža Klančar (58.63)                         | 4:19.20 | Q     |
| 8    | 1       | 3    | IRL Irlanda       | Danielle Hill (1:06.29) Mona McSharry (1:11.55) Emma Reid (1:03.14) Rachel Bethel (58.58)                         | 4:19.56 | Q     |
| 9    | 2       | 3    | LTU Lituânia      | Meda Kulbačiauskaitė (1:06.18) Agnė Šeleikaitė (1:11.26) Bena Sarapaitė (1:03.85) Diana Jaruševičiūtė (58.88)     | 4:20.17 |       |
| 10   | 1       | 4    | FIN Finlândia     | Eveliina Kallio (1:07.14) Sini Koivu (1:12.16) Sohvi Nenonen (1:02.88) Roosa Mört (58.55)                         | 4:20.73 |       |
| 11   | 2       | 4    | SWE Suécia        | Lova Andersson (1:06.79) Sara Wallberg (1:12.42) Hanna Rosvall (1:02.70) Hanna Eriksson (1:00.85)                 | 4:22.76 |       |
| 12   | 1       | 6    | UKR Ucrânia       | Maryna Kolesnykova (1:03.76) Yuliya Gnidenko (1:14.51) Tetiana Kudako (1:06.14) Valeriia Timchenko (59.56)        | 4:23.97 |       |
| 13   | 1       | 1    | AUT Áustria       | Caroline Pilhatsch (1:07.42) Annabelle Schwaiger (1:12.77) Caroline Hechenbichler (1:06.47) Cornelia Rott (58.59) | 4:25.25 |       |
| 14   | 1       | 8    | BLR Bielorrússia  | Darya Douhal (1:07.94) Viktoryia Mikhalap (1:12.35) Vasilisa Zeliankevich (1:05.01) Safiya Akhapkina (1:00.34)    | 4:25.64 |       |
| 15   | 2       | 2    | DEN Dinamarca     | Victoria Bierre (1:05.13) Josefine Pedersen Merete Toft Jensen Julie Kepp Jensen                                  | DSQ     |       |
| 15   | 2       | 8    | ESP Espanha       | Rosa Maeso (1:04.52) Paula García (1:10.04) Andrea Melendo (1:01.97) Marta Cano                                   | DSQ     |       |
| 15   | 1       | 7    | ISL Islândia      | | DNS     |       |

### Final
A final foi realizada no dia 25 de junho.
| Pos.              | Raia | Nacionalidade     | Nadadoras                                                                                                 | Tempo   | Notas |
| ----------------- | ---- | ----------------- | --- | ------- | ----- |
| Medalha de ouro   | 4    | RUS Rússia        | Maria Kameneva (1:01.39) Maria Astashkina (1:07.61) Polina Egorova (59.64) Arina Openysheva (54.58)       | 4:03.22 | , WJR |
| Medalha de prata  | 6    | NED Países Baixos | Iris Tjonk (1:02.82) Tes Schouten (1:10.79) Josein Wijkhuis (1:01.35) Marrit Steenbergen (53.03)          | 4:07.99 |       |
| Medalha de bronze | 5    | GBR Grã-Bretanha  | Rebecca Sherwin (1:03.84) Layla Black (1:09.26) Amelia Clynes (1:00.11) Georgia Coates (55.89)            | 4:09.10 |       |
| 4                 | 3    | GER Alemanha      | Maxine Wolters (1:01.70) Laura Kelsch (1:11.07) Jana Zinnecker (1:01.19) Katrin Gottwald (55.43)          | 4:09.39 |       |
| 5                 | 7    | ITA Itália        | Martina Menotti (1:05.67) Giulia Verona (1:09.35) Tania Quaglieri (1:03.23) Camilla Tinelli (58.03)       | 4:16.28 |       |
| 6                 | 8    | IRL Irlanda       | Danielle Hill (1:04.92) Mona McSharry (1:11.35) Emma Reid (1:02.79) Rachel Bethel (57.75)                 | 4:16.81 |       |
| 7                 | 1    | SLO Eslovênia     | Ava Schollmayer (1:04.89) Tara Vovk (1:12.05) Diana Naglič (1:02.03) Neža Klančar (57.92)                 | 4:16.89 |       |
| 8                 | 2    | TUR Turquia       | Sezin Eligül (1:06.39) Gülşen Beste Samancı (1:09.73) Yüksel Deniz Özkan (1:03.24) Zeynep Odabaşı (57.93) | 4:17.29 |       |

Legenda
| Recorde mundial            | Recorde mundial (World record)                     |                       | Recorde africano                      | Recorde africano (African) |                                           | Q | Classificado por posição (Qualified) |
| Recorde dos Jogos Europeus | Recorde dos Jogos Europeus (European Games record) | Recorde da América    | Recorde da América (Americas)         | q                          | Classificado por melhor tempo (Qualified) |   |                                      |
| Melhor marca do ano        | Melhor marca do ano (World leading)                | Recorde asiático      | Recorde asiático (Asian)              | DNS                        | Não largou (Did not start)                |   |                                      |
| Recorde nacional           | Recorde nacional (National record)                 | Recorde europeu       | Recorde europeu (European)            | DNF                        | Não terminou (Did not finish)             |   |                                      |
| Recorde pessoal            | Recorde pessoal do atleta (Personal best)          | Recorde da Oceania    | Recorde da Oceania (Oceania)          | DSQ / DQ                   | Desclassificado (Disqualified)            |   |                                      |
| Recorde da temporada       | Recorde da temporada do atleta (Season best)       | Recorde sul-americano | Recorde sul-americano (South America) | NM                         | Sem marca (No mark)                       |   |                                      |